# O-Mark
O-Mark Fruit De Mer
O-Mark dit Marco Frantz Junior Pierre, né le 6 janvier 2001 à Croix-des-Bouquets, est un chanteur, auteur-compositeur-interprète haïtien,.

## Biographie
Originaire de la commune de la Croix-des-Bouquets, dernier né d’une famille de 7 enfants, O-Mark est un jeune chanteur et rappeur haïtien. O-Mark a commencé sa carrière musicale en 2020 à l’âge de 19 ans. Il est influencé par des artistes dont BélO, Kenny, Mandela, Fantom, entre autres.
O-Mark prône l’inclusion sociale des personnes handicapées dans ses productions musicales,,. 
« Après ce cri en faveur des personnes atteintes de handicap, le chanteur a mis en ligne, depuis le 15 décembre,  quatre autres chansons. “Pawòl la”, “Sa li fè pou Mwen”, “Pasaj Oblije”, “Andikap li pa limite l” et “Yo Bare pasaj Mwen”...», rapporte le média Loop Haiti. 

## Discographie
- Pawòl la, 2020
- Sa li fè pou mwen, 2020
- Pasaj oblije, 2020
- Andikap li pa limite l, 2021
- Yo bare pasaj mwen, 2021